# Adeuomphalus
Adeuomphalus is een geslacht van slakken uit de clade Vetigastropoda, maar met een onzekere plaatsing, een Incertae sedis ten aanzien van een familie. De volgende soorten zijn beschreven:
- A. ammoniformis
- A. collinsi
- A. crenulatus
- A. densicostatus
- A. elegans
- A. guillei
- A. sinuosus
- A. trochanter
- A. xerente